# Nzérékoré (prefectuur)
Nzérékoré is een prefectuur in de regio Nzérékoré van Guinee. De hoofdstad is Nzérékoré, die tevens de hoofdstad van de regio Kankan is. De prefectuur heeft een oppervlakte van 4.080 km² en heeft 396.949 inwoners.
De prefectuur ligt in het zuiden van het land, op de grens met Liberia.

## Subprefecturen
De prefectuur is administratief verdeeld in 11 sub-prefecturen:

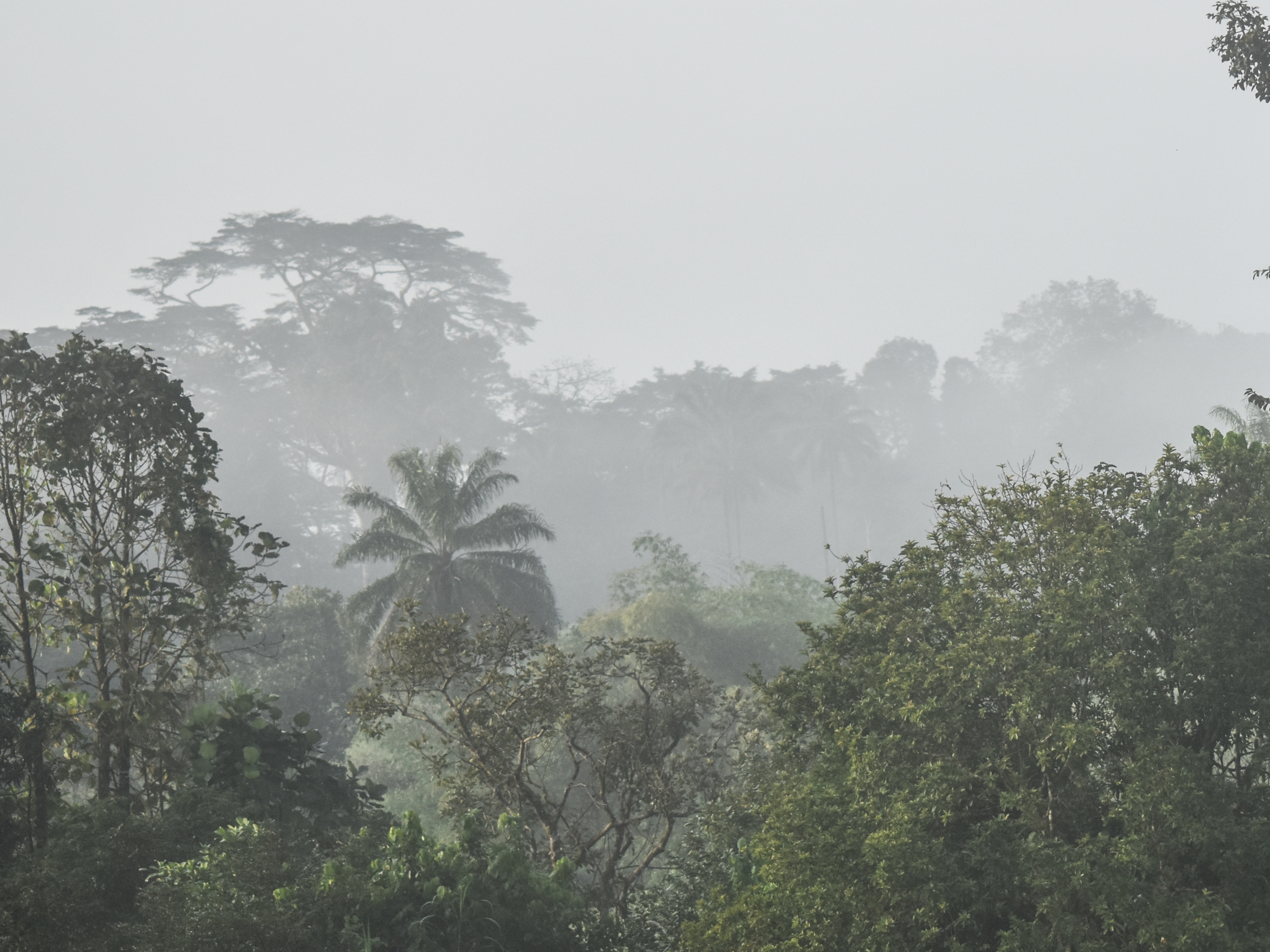
Landschap in Nzérékoré

1. Nzérékoré-Centre
2. Bounouma
3. Gouécké
4. Kobéla
5. Koropara
6. Koulé
7. Palé
8. Samoé
9. Soulouta
10. Womey
11. Yalenzou